# 前之園幸一郎
前之園 幸一郎（まえのその こういちろう、1936年 - ）は、日本の教育学者、青山学院女子短期大学名誉教授、東京モンテッソーリ教育研究所付属教員養成コース長。モンテッソーリ教育の研究を中心に、子どもや教育に関わるイタリアの歴史について業績を上げている。

## 経歴
鹿児島県生まれ。早稲田大学教育学部を卒業し、東京大学大学院人文科学研究科修士課程を修了した。その後、イタリア政府奨学生となってローマ大学へ留学した。1967年、ペルージャでモンテッソーリ教育に接する機会があり、以降これに研究上の関心を寄せるようになった。
東京大学教育学部助手、明星大学人文学部教授を経て、青山学院女子短期大学教授となり、2004年4月には第6代学長となって2008年まで在任した。
また2004年には、「15世紀フィレンツェ教育史 : 子ども観と子育ての現実」により、英知大学から博士（宗教文化）を取得した。
2007年8月に日本モンテッソーリ協会会長・理事長となり、2022年4月9日に退任するまで15年近くこの職を務めた。
2023年には、「モンテッソーリ教育のわが国における普及・発展のために寄与し、多大な貢献を果たした。」などとして、日本モンテッソーリ協会から第9回ルーメル賞を贈られた。

## おもな著書

### 単著
- 子どもたちの歴史、永田書房、1989年
- イタリアの記憶：文化と歴史そして人々、大空社出版部、1998年
- マリア・モンテッソーリと現代：子ども・平和・教育、学苑社、2007年

### 訳書
- （田辺敬子との共訳）イタリア・ルネッサンス期教育論、明治図書、1975年
- ロレンツオ・ドーレ著、工場と学校：15O時間をめぐって、日本労働組合総評議会、1976年